# Kota Raya Darat
Kota Raya Darat is een bestuurslaag in het regentschap Lahat van de provincie Zuid-Sumatra, Indonesië. Kota Raya Darat telt 528 inwoners (volkstelling 2010).